# 復興路 (高雄市)
復興路（Fusing Rd.）為高雄市的南北向重要道路之一，北起三民區大港街（現已往北延伸至九如二路），經過三多三路後右彎向西，原本終點於成功二路，後高雄軟體園區完工，增建復興四路貫穿，最後至海邊的海岸公園為止。

## 行經行政區域
（由北至南）
- 三民區
- 新興區
- 苓雅區
- 前鎮區

## 分段
復興路共分成四個部份：
- 復興一路；北起於九如二路口接自由一路，南於民生一路口接復興二路。
- 復興二路：北於民生一路口接復興一路，南於三多三路口接復興三路。
- 復興三路：北於三多三路口接復興二路，過三多三路後呈右彎向西，西於成功二路口接復興四路。
- 復興四路：東於成功二路口接復興三路，西抵海岸公園。

## 歷史
復興路原本終止於成功二路口，後高雄軟體園區完工，向西增建復興四路貫穿，最後至海邊的海岸公園為止。
2020年4月30日因應高雄市區鐵路地下化計畫完工後，起點路段由三民區大港街口向北延伸至九如二路口，和自由一路相接。

## 沿線設施
（由北至南）
- 復興一路
  - 高雄鐵路綠園道（鐵道二街）
  - 龍江公園公有停車場
  - 龍江公園
  - 幸福川復興橋
  - 福華大飯店(門牌設於七賢一路311號)
  - 國防部福利站(6號)

- 復興二路
  - 高雄市立高雄高級商業職業學校(門牌設於五福二路3號)
  - 中華電信高雄復興服務中心(77號)
  - 高雄捐血中心-苓雅捐血室(206號)
  - 十方法界衛星弘法電視台(356號)
  - 寒軒大飯店(門牌設於四維三路33號)

- 復興三路
  - 高雄市前鎮區愛群國小（門牌設於二聖二路194號）
  - 高雄市政府警察局前鎮分局復興路派出所（96號）
  - 西甲郵局（94號）
  - 勞工公園
    - 高雄市政府勞工局勞工教育生活中心（勞工公園內）

  - 台灣自來水公司高雄服務所（131號）
  - 捷運獅甲站
  - 高雄市前鎮區獅甲國小（門牌設於中山三路45號）
  - 亞灣智慧公宅（興建中）
  - 高雄市立成功啟智學校(3號)
  - 中鋼總部大樓(門牌設於成功二路88號)

- 復興四路(本路段為高雄軟體科技園區)
  - 社團法人臺灣產學策進會(20號)
  - 高雄軟體園區會議中心(12號)
  - 泰國貿易經濟辦事處勞工處高雄分處(12號11樓之1)
  - 智崴資訊總部大樓(9號)
  - 軟科二期景觀公園

## 公車資訊
- 復興一路
  - 港都客運
    - 36 前鎮站－高雄火車站

  - 漢程客運
    - 72 金獅湖站－中正高工

- 復興二路
  - 港都客運
    - 36 前鎮站－高雄火車站

  - 南台灣客運
    - 90 民族幹線 捷運三多商圈站－高鐵左營站

  - 高雄客運
    - 224 楠梓－大社－大灣－高雄

- 復興三路
  - 港都客運
    - 36 復興幹線 前鎮站－高雄火車站

  - 漢程客運
    - 72 金獅湖站－中正高工

## 公共自行車
- 高雄市公共自行車租賃系統：
  - 鐵道復興一路口：鐵道二街/復興一路口(東南側)
  - 高雄高商(復興路)：復興二路171號東側
  - 復興民權街口：復興民權街口東北側
  - 前鎮西甲敬老亭：中山三路132號(前公園人行道)
  - 中華復興路口(西南側)：中華五路1201號(旁)
  - 成功特殊教育學校：復興三路3號(前人行道)
  - 輕軌軟體園區站：復興四路21號(旁)
  - 高雄軟體園區：復興四路9號(前)

## 內部連結
- 高雄市主要道路列表